# Манос, Петрос
Петрос Манос (греч.  Πέτρος Μάνος  Афины, Греческое королевство 1871 — Швейцария 1918 — греческий кавалерийский офицер конца XIX — начала XX веков.
Участник Критского восстания 1896—1897 и Борьбы за Македонию. Отец Аспасии Ману (1896—1972), ставшей женой Александра I, короля Греции.

## Биография
Петрос Манос родился в 1871 году в Афинах. Сын офицера Трасивулоса Маноса и Роксани Мавромихали.
По отцовской линии был родом из известной семьи фанариотов Маносов, а также из македонян Кастории.
По материнской линии принадлежал прославленному маниатскому роду Мавромихалисов.
Его брат Константинос Манос стал известным поэтом, революционером и политиком.
Петрос Манос окончил Военное училище эвэлпидов в 1892 году. Служил офицером кавалерии.
Петрос Манос был вовлечён в деятельность подпольного «Национального общества», членами которого также состояли его отец и брат, Константинос. «Общество» ставило своей целью освобождение греческих земель, остававшихся под османским контролем, в частности Македонии, Эпира и Крита. С началом Критского восстания в 1896 году он принял участие он принял участие в боях на восставшем острове, а затем, в
в непродолжительной, сколь и «странной» греко-турецкой войне 1897 года, разыгранной европейскими банковскими кругами, при содействии королевского двора. В этой войне его отец, в звании полковника, принял командование, так называемой, «армии Эпира» на второстепенном, Эпирском, фронте.

## Македония
В начале 20-го века на территории Османской Македонии развернулась, так называемая, Борьба за Македонию, которая имела не только и не столько антиосманский характер, но носила характер антагонизма между различными национальными группами христианского населения Македонии, в основном между греческим и верным Константинопольскому патриарху славяноязычным населением и болгарским населением и последователями болгарской экзархии. Правительство Греческого королевства, находясь под международным финансовым контролем, опасалось дипломатических осложнений и не проявляло инициатив в македонском вопросе. Инициативу взяли в свои руки молодые офицеры, такие как Павлос Мелас, Константинос Мазаракис, Георгиос Катехакис и другие:58.
Манос отправился в Македонию для участия в «Борьбе», тем более, что его род восходил, как к фанариотам, так и к македонянам из Кастории. Поскольку Греческое королевство не находилось в состоянии войны с Османской империей, греческие офицеры, принимавшие участие в Борьбе за Македонию, официально выходили из состава армии и действовали под псевдонимами. Манос, будучи майором кавалерии, действовал под псевдонимом «капитан Вергас» " во главе отряда в 47 бойцов.
По стечению обстоятельств, регион его деятельности охватывал Западную Македонию, и в основном регион Кастории, родину одной из ветвей его семьи.
В том же регионе некоторое время действовал его брат Константин.

## Балканские войны и эмиграция
Петрос Манос ушёл в отставку в 1909 году.
Будучи офицером резервистом принял участие в Балканских войнах.
По окончании Балканских войн принял должность второго коменданта королевских конюшен.
После того как король Константин был вынужден покинуть страну летом 1917 года, оставив на престоле своего сына Александра I, Манос последовал за Константином в эмиграцию в Швейцарию.
Петрос Манос умер в Швейцарии 4 апреля 1918 года.

## Фехтовальщик
Петрос Манос был хорошим фехтовальщиком и состоял в спортивном Афинском клубе (Αθηναϊκή Λέσχη).
Принял участие с командой фехтовальщиков Греции в Олимпийских играх 1912 года в Стокгольме.

## Семья
В первом браке Петрос Манос был женат на Марии Якову Аргиропулу, с которой имел двух дочерей: Манос, Аспасия (1896—1972), которая будучи не королевских кровей, стала женой Александра I, короля Греции, и Роксани Ману.
Во втором браке был женат на Софии Томбази, с которой имел дочь Ману, Раллу (1915—1988), ставшей в дальнейшем известной танцовщицей и хореографом.